# Cavallo arabo

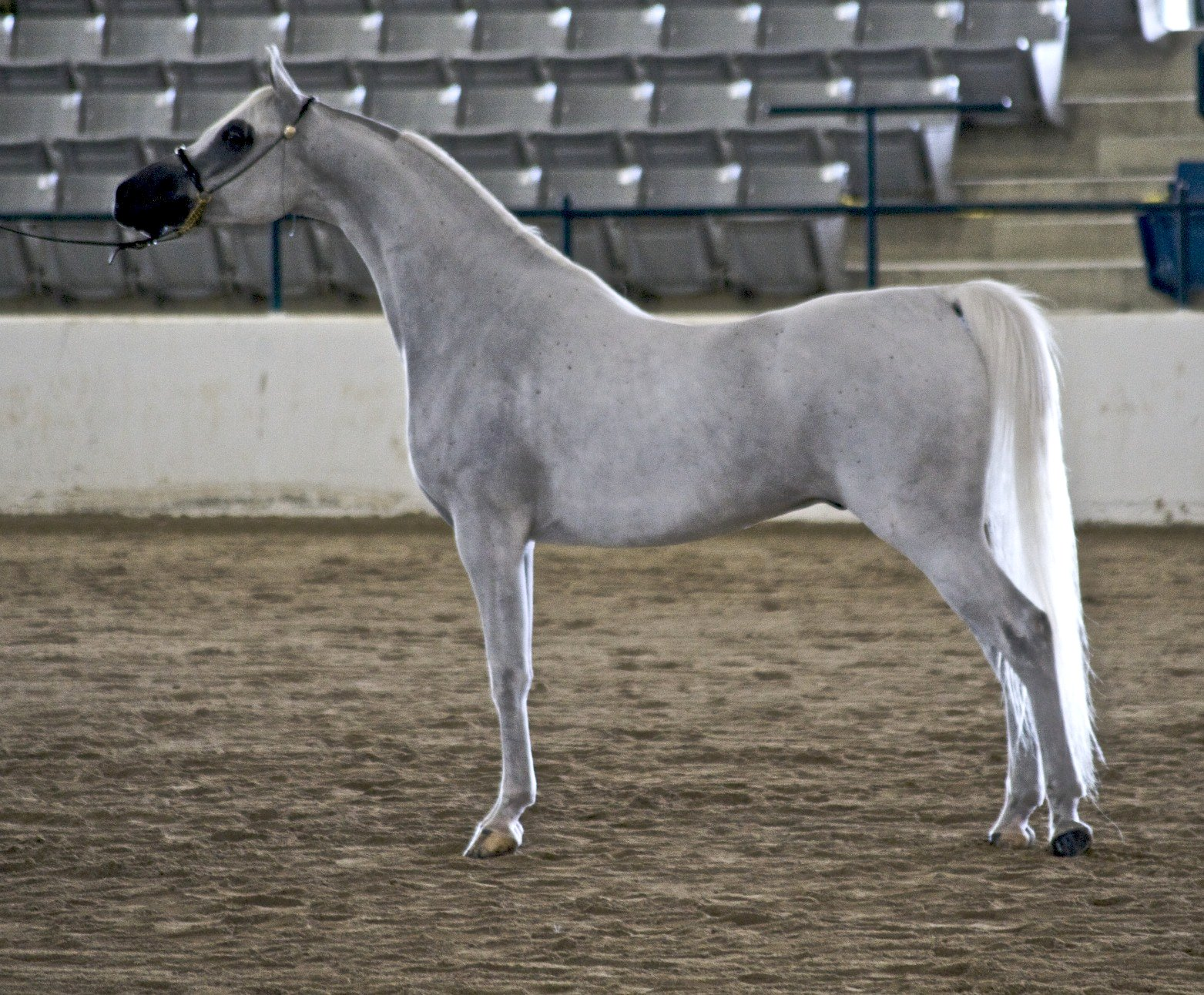
Cavallo Arabo

Il cavallo arabo è una tra le razze equine più antiche e conosciute. È una razza a sangue caldo originaria della Penisola araba ed adoperata per creare o per migliorare molte altre razze, fra cui anche il purosangue inglese. Pionieri, tra gli altri, dell'introduzione in Europa dei purosangue arabi furono l'italiano Carlo Claudio Camillo Guarmani e l'inglese lady Anne Blunt, capace e appassionata intenditrice che organizzò il Crabbet Arabian Stud.
Si tratta di cavalli dal portamento nobile dovuto ad un busto fine e da una pelle sottile ed elastica, ricoperta da peli corti e lucenti. Il particolare profilo del muso lo rende uno dei cavalli più riconoscibili.

## Storia

### Leggende

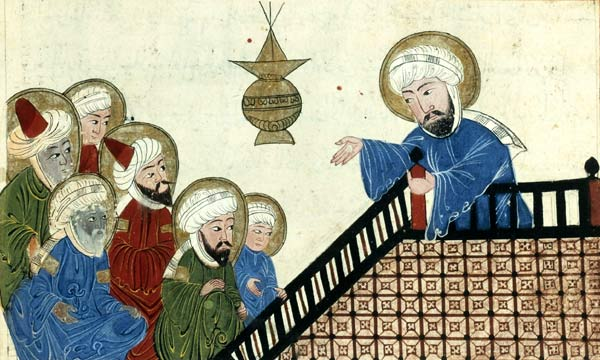
Maometto, promotore della razza Araba

Il cavallo Arabo è una delle prime razze equine allevate dall'uomo nella storia e le sue origini sono legate a doppio filo alle popolazioni beduine della penisola arabica. Con l'arrivo dell'islam la razza divenne parte della cultura anche religiosa delle popolazioni arabe, Maometto amava molto i suoi cavalli ed era consapevole della loro importanza nelle guerre e nelle campagne di conquista; nel corano si legge infatti, riguardo l'allevamento del Purosangue Arabo "Asil":
Per "Asil" si intendono i cavalli purosangue arabo di linea pura, gli altri, considerati impuri, sono invece detti "Kadish". Gli accoppiamenti tra "Asil" avvenivano nel deserto e alla presenza di testimoni per assicurare che fosse tramandata la purezza della razza; le fattrici Asil, infatti, si potevano accoppiare solo con stalloni puri, se ciò non avveniva la "linea di sangue" si riteneva rovinata per sempre, perdendo la possibilità di generare nuovi puledri "Asil".
Si tramandarono al riguardo anche diverse leggende circa l'origine del cavallo Arabo, che lo trasformano in un essere mistico voluto da Dio.
Si racconta, infatti, che Allah prese una manciata di Vento del Sud, gli parò e disse:
Altre storie intrecciano l'origine della razza alla vita di personaggi come Maometto, fondatore dell'Islam, ed il Re Salomone, figlio di Davide, che scelsero le prime giumente dalle quali venne creato l'odierno purosangue arabo. Una delle leggende più famose riguarda proprio il profeta che, dopo aver tenuto le sue giumente senza acqua per diversi giorni nel deserto, le liberò in direzione di un'oasi per dissetarsi. Quando furono quasi arrivate all'acqua, Maometto le richiamò e solo cinque di loro tornarono indietro dimostrando la loro fedeltà; da questo gruppo di cinque giumente, chiamato "Al Khamsa", deriveranno gli stalloni che daranno origine alla razza.

### Origini e testimonianze
Al di là delle storie leggendarie che avvolgono una razza indissolubilmente legata alle popolazioni del deserto, alla loro cultura ed alla loro religione, le origini del cavallo arabo sono difficili da datare con precisione; nemmeno Lady Wentworth, grande studiosa del cavallo Arabo ed autrice di "The Authentic Arabian" ha saputo dare delle risposte convincenti su questo tema, proprio a causa dell'alone di mistero che circonda questi equini.
Lo storico arabo El Kelbi (786 d.C.) scoprì i pedigree di cavalli arabi risalenti ai tempi in cui "il figlio del figlio del figlio del nipote di Noe catturò e addomesticò i cavalli selvaggi dello Yemen", fatto particolare considerato che le popolazioni arabe dell'epoca non erano solite tenere documenti scritti. Esistono poi delle prove attendibili della presenza della razza Araba in Egitto, su alcuni monumenti del 1300 a.C. sono infatti presenti delle pitture che raffigurano cavalli con le distintive caratteristiche morfologiche. Sempre in Egitto è stata trovata una statuetta del 2000 a.C. che rappresenta un cavaliere con una cavalcatura di tipo indubbiamente arabo. Le stesse caratteristiche inconfondibili si ritrovano nei cavalli rappresentati nelle sculture rupestri del Nejd e della Siria.

### Selezione

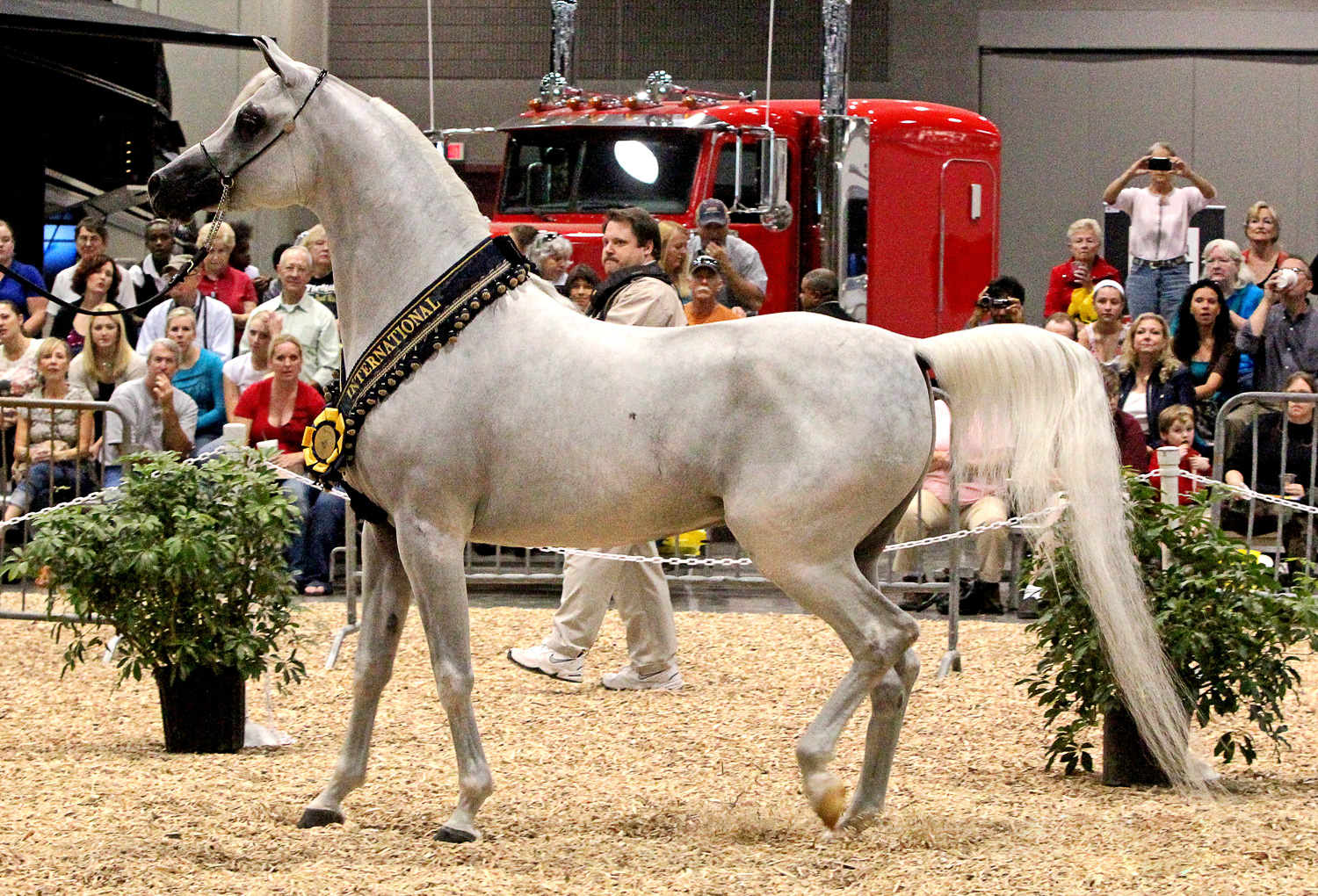
Stallone arabo

Si tratta della prima razza equina selezionata in purezza; quest'opera si deve soprattutto ai beduini del deserto, che, aiutati dalla natura difficile di quei territori, attuarono una selezione così dura da ottenere dei cavalli realmente straordinari. In quelle società nomadi erano proprio gli equini a garantire la sopravvivenza della tribù, i cavalli dovevano infatti condurre gli uomini in battaglia e alla conquista di nuovi territori, oltre che svolgere compiti di difesa e trasporto. I cavalli potevano fare realmente la differenza fra la vita e la morte dell’intera tribù, non deve sorprendere quindi la devozione riservata a questi animali. La purezza della razza era legata allo stallone, ma le fattrici erano considerate un bene inestimabile, dormivano nelle tende con i beduini e venivano allevate con una dieta a base di latte di cammello e datteri. L'Islam rese poi l'allevamento del cavallo una forma di culto e da lì si assistette al grande sviluppo della razza.

### Le quattro epoche
Il generale francese Daumas (1803-1871), inviato in Arabia per rifornire l'esercito di equini, intrattenne una stretta corrispondenza con l'emiro algerino Abd-el-Kader (1808-1883), grande esperto di cavalli che divise la storia del purosangue arabo in quattro epoche, che seguono l'evoluzione e la tradizione del popolo arabo:
1. Da Adamo a Ismaele, quando il popolo arabo come tale non esisteva ancora e quindi la cultura del cavallo, sebbene si trattasse di animali comunque utilizzati, doveva ancora affermarsi.[1]
2. Da Ismaele a Salomone, quando, grazie allo stesso Ismaele, considerato fondatore del popolo arabo, inizia lo stretto rapporto delle popolazioni del deserto con i cavalli.[1]
3. Da Salomone a Maometto: Salomone, successore di Ismaele, fu uno dei più grandi mercanti di cavalli di tutti i tempi, si dice possedesse infatti 1200 cavalli da sella e 40000 cavalli da carro, non curandosi delle leggi israelite che proibivano di tenere i cavalli in quanto pratica idolatra.[1]Cavaliere in costume arabo

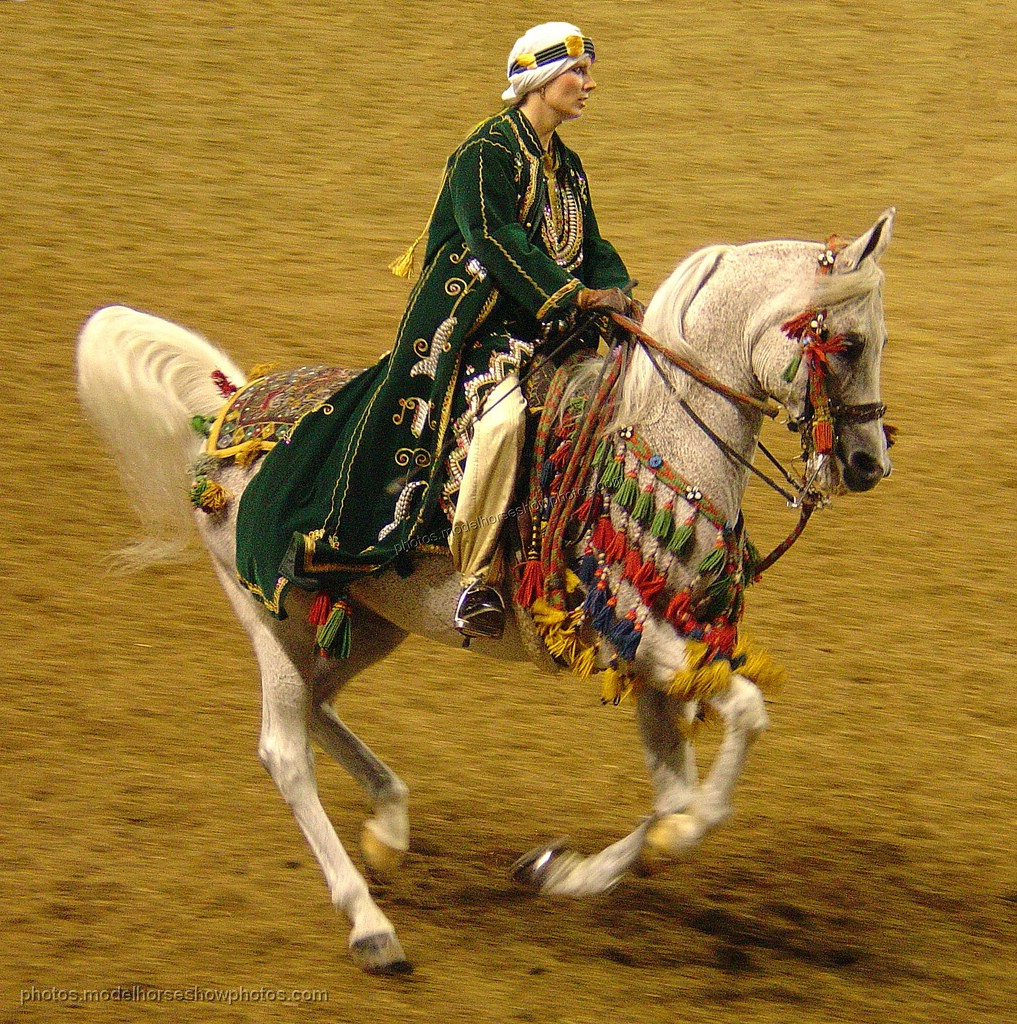
Cavaliere in costume arabo

4. Da Maometto in poi, l'epoca più significativa nell'evoluzione del cavallo Arabo per merito dell'ingresso dell'allevamento di questi animali tra le pratiche di culto, fatto che portò una duplice ricompensa: spirituale, legata all'ottenimento del perdono divino e temporale, con la creazione di cavalieri estremamente competenti che, partendo dalla loro terra, si lanciarono alla conquista dell'Egitto e del nord Africa per penetrare poi fino in Francia e in Spagna. Il cavallo arabo divenne quindi mezzo fondamentale per la diffusione della fede musulmana.[1]

È da questo momento che la razza, venendo a contatto con i cavalli già presenti nei territori conquistati, cominciò ad avere un effetto significativo sullo sviluppo della popolazione equina mondiale.

## Tipi e incroci
Nel VI secolo d.C. i beduini praticavano l'allevamento selettivo, secondo criteri di selezione validi ancora oggi. Si formarono inizialmente sette tipi principali, che successivamente si ridussero ai tre che ancora oggi conosciamo:
- l'arabo beduino (asil) rappresenta il tipo originario e si divide a sua volta in tre sottotipi: kuhailan, resistente e potente; siglavy, bello ed elegante; muniqi, leggero e velocissimo;[2]
- l'arabo di pura razza è il discendente dei tre tipi appena citati, ed è quello che noi conosciamo come arabo (diffuso in tutto il mondo);[2]
- la razza araba comprende in generale cavalli di sangue orientale che, pur rispettando per morfologia e carattere il tipo arabo, hanno nel loro albero genealogico parentele con il berbero, con l'arabo-persiano e con il siriano.[2]Cavallo Quarab

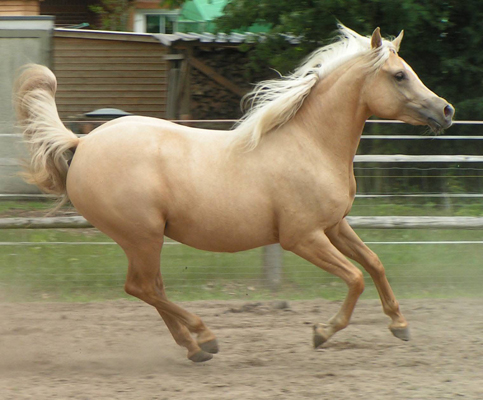
Cavallo Quarab

È stato impiegato per creare o migliorare altre razze in ogni angolo della Terra, prima fra tutte il Purosangue inglese.
Oltre alla razze simili dei cavalli Arabi ci sono anche molti incroci anche senza portare ad un miglioramento genetico ma semplicemente incrociando varie razze come per esempio il cavallo Quarab che è un incrocio tra un cavallo Arabo e un cavallo americano di razza Quarter Horse.

## Aspetti morfologici
- Tipo: Dolicomorfo
- Altezza al garrese: 145–156 cm circa; in alcuni casi scende al di sotto del limite minimo.
- Peso: 380–490 kg
- Testa: Piccola, elegante, con profilo camuso, occhi grandi e molto espressivi.
- Mantello: Grigio, baio, sauro, morello e roano.[2][3]

La caratteristica fisica che distingue il cavallo di razza araba, è che possiede una vertebra lombare in meno e quindi ha la schiena più corta rispetto a quella degli altri cavalli, invece di averne sei ne possiede cinque; da ciò deriva la compattezza del suo fisico, lasciando inalterati gli altri organi vitali.

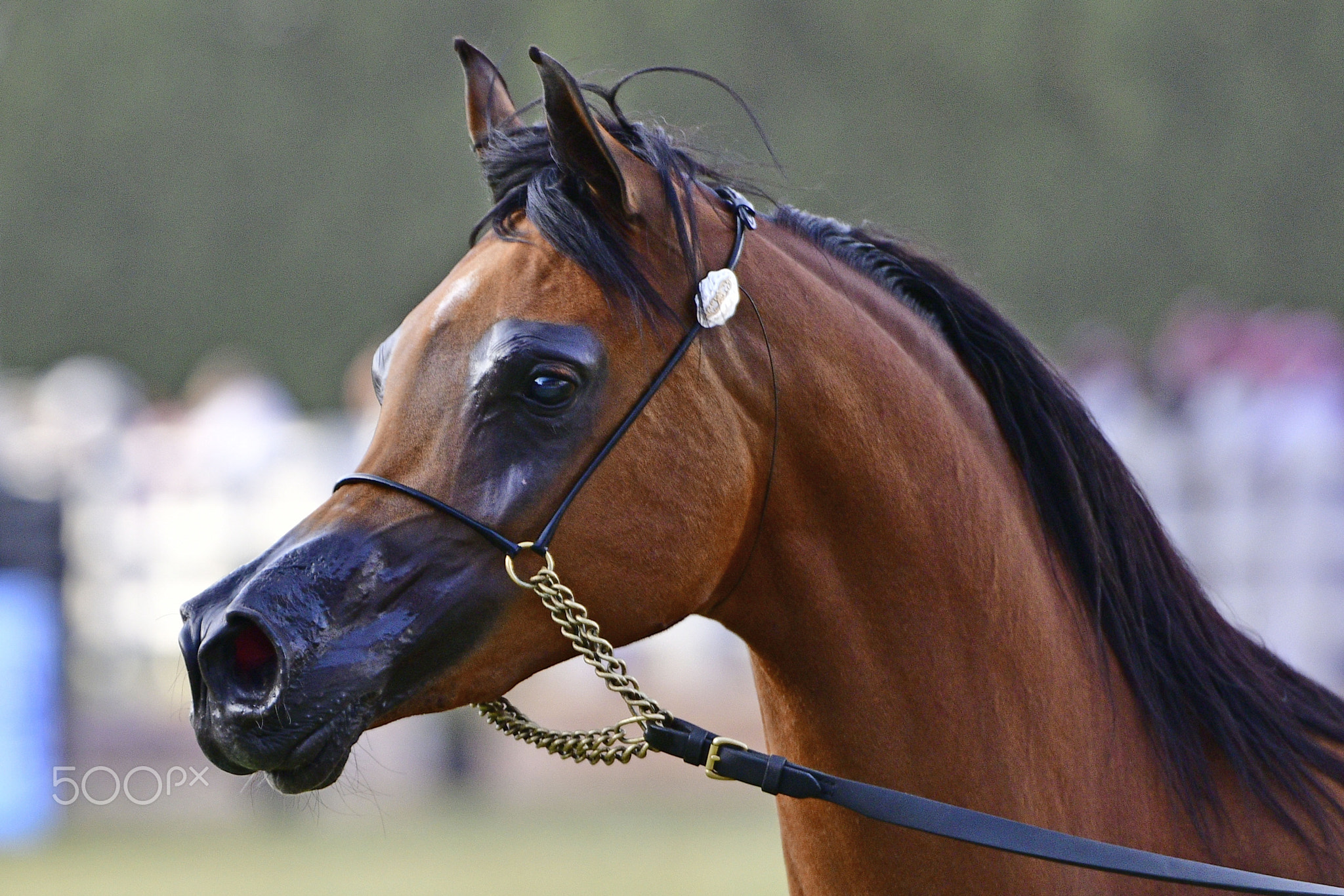
Profilo camuso del cavallo Arabo

Un'altra caratteristica sono gli occhi grandi ed espressivi, sono protetti da spesse ciglia e contornati da palpebre corvino brillante, le orecchie piccole e appuntite portate alte e ben distanziate alla base. Le narici sono vibranti, grandi e sottili, il collo lungo e largo alla base crea una curva ben delineata nel punto in cui il collo si congiunge alla testa, più è accentuata questa curva maggiore è la libertà di movimento della testa in tutte le direzioni. Le spalle sono inclinate e lunghe con un garrese pronunciato. Il dorso è corto, leggermente concavo e molto forte all'altezza dei lombi e si continua con una groppa piatta, lunga e ampia. Il torace è ben esteso e profondo con costole lunghe e arrotondate. Gli arti sono lunghi, sottili, robusti e armoniosi, gli avambracci sono slanciati, muscolosi e ben saldati alle spalle, gli stinchi sono corti, forti e solidi con circonferenza tra i 20–21 cm, i garretti sono bassi con notevole lunghezza e larghezza. I tendini sono ben definiti, staccati e forti, i pastorali hanno media lunghezza, potenti ed elastici. I piedi sono abbastanza piccoli di forma arrotondata con un'unghia sana, forte e resistente. Gli appiombi solitamente sono perfetti.

## Utilizzo

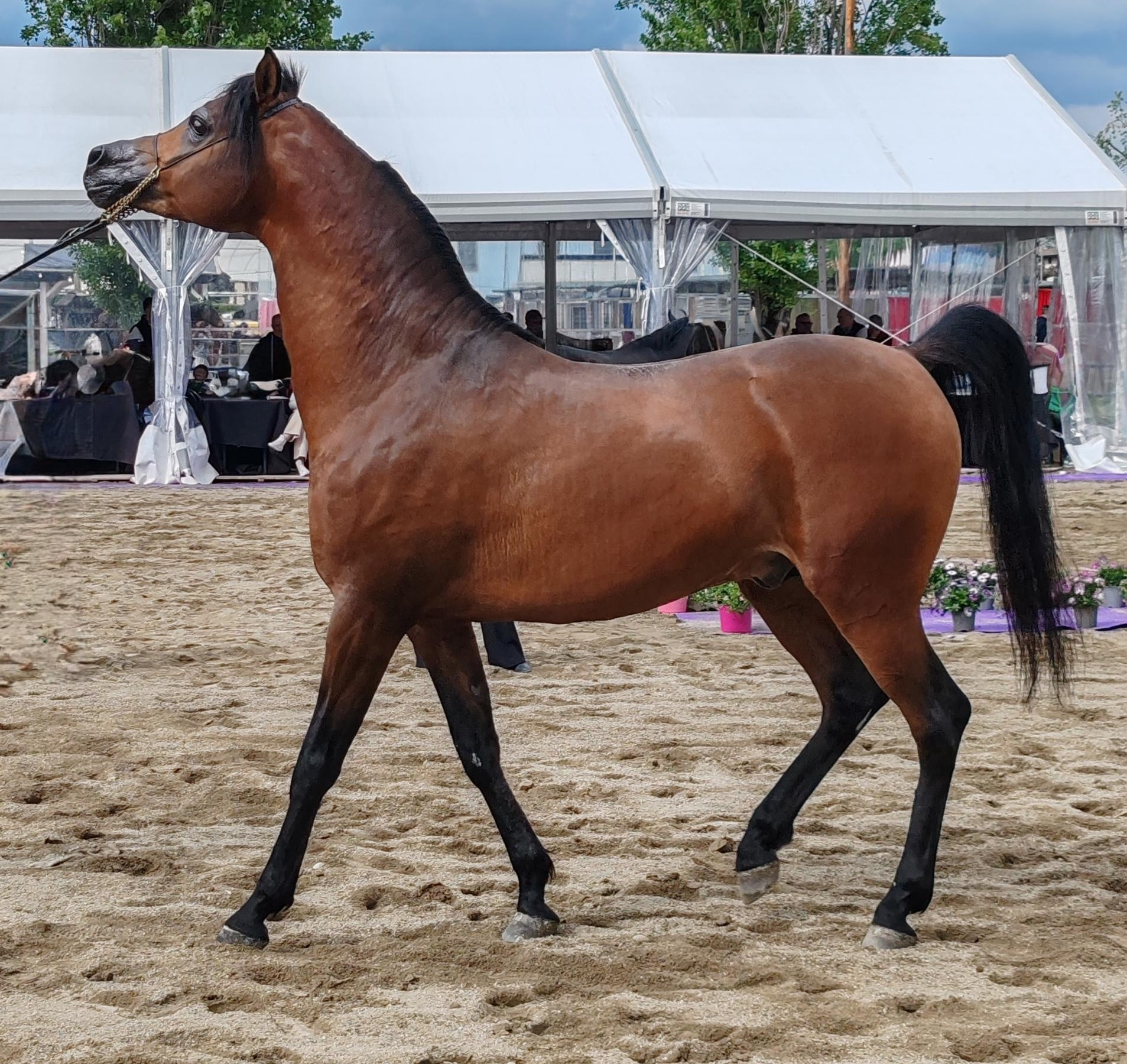
Cavallo Arabo in uno show di morfologia

Non venivano usati per combattere perché le pesanti armature dell'epoca venivano richiesti cavalli di taglia più grandi e robusta ma erano impiegati per la caccia e le parate.
Una caratteristica del cavallo arabo è proprio la resistenza, per questo è impiegato negli sport come l'Endurance (gare che arrivano anche a 160 km), il vantaggio dell'arabo in questo caso è il cuore, delle stesse dimensioni di un qualsiasi altro cavallo, che deve però sostenere ed irrorare un fisico più compatto. Quando si muove sembra non toccare terra e ha una grande grazia; però, allo stesso tempo, mostra tutta la sua potenza. Particolare il suo modo di portare alta la coda in movimento.
Grazie alla sua bellezza ed eleganza gli sono dedicate delle gare e/o show di morfologia per promuovere questa meravigliosa razza e la sua bellezza, eleganza e nobiltà del portamento.
Per gli appassionati di trekking questo cavallo è adatto per passeggiate impegnative e lunghe.
La resistenza del cavallo arabo, unita alla sua lealtà e alla voglia di compiacere il cavaliere, crea binomi affiatati e in grado di sostenere anche le sessioni di allenamento più faticose. Un altro dei motivi per cui gli allevamenti di questa nobile razza sono ormai distribuiti in tutti i paesi del mondo e le linee di sangue sono gelosamente custodite e migliorate da esperti allevatori, che dedicano tutta la loro vita a queste meravigliose creature.

## Razze simili e derivate
- Anglo-arabo francese
- Arabo-persiano
- Purosangue orientale
- Anglo-arabo sardo
- Anglo-arabo spagnolo